# Moncayo
Il Moncayo (detto anche San Miguel) è una montagna della Spagna la cui altezza è di 2.314 metri s.l.m.. È la massima altitudine della catena denominata Sistema Iberico, situandosi sul confine tra la Provincia di Saragozza in Aragona e la provincia di Soria nella Castiglia e León. Nella zona che lo comprende nel 1978 è stato creato il Parco naturale della Dehesa del Moncayo che attualmente vanta una superficie di 9.848 ettari.
Generalmente, a partire dai 2.000 metri, è innevato durante la maggior parte dell'anno (dai primi giorni di ottobre fino alla fine del mese di maggio) e presenta, soprattutto sul suo versante settentrionale un tasso di umidità piuttosto elevato che consente, in alcune aree, lo sviluppo di una rigogliosa vegetazione (querce, pini silvestri, larici, betulle, frassini, ecc.). Ricca e varia anche la fauna, costituita da volpi, cinghiali, conigli, pernici, tortore, merli, ecc. Non mancano i rapaci, fra cui l'aquila.
Il versante aragonese del Moncayo è noto anche per il Santuario de Nuestra Señora del Moncayo e per il Monasterio de Veruela, quest'ultimo di età medievale e di grande valore architettonico ed artistico. Entrambi sono meta di un notevole flusso di pellegrini e turisti provenienti soprattutto dalle vicine province di Saragozza e di Soria.

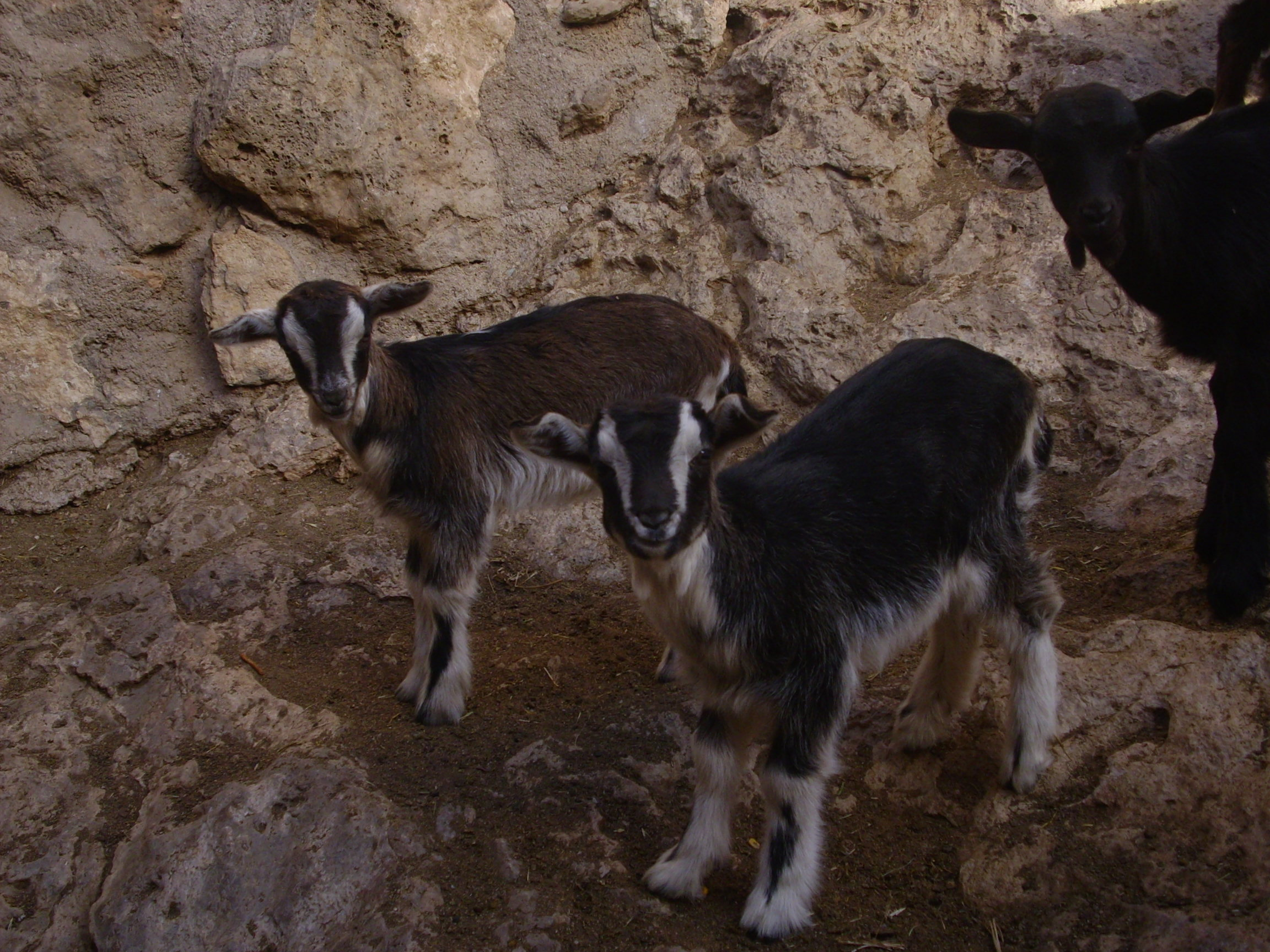
Capre del Moncayo, antica razza domestica in pericolo di estinzione